# 鲁家港水库
鲁家港水库是中国湖北省宜昌市枝江市境内的一座水库，流入东湖，建于1977年。水库正常库容为3085万立方米，集雨面积为39.6平方千米，海拔为80.3米。